# Wolfsschlucht (Mangfallgebirge)
Die Wolfsschlucht ist ein kurzes Tal im Mangfallgebirge südlich von Wildbad Kreuth am Rande der Blauberge in Oberbayern.

## Lage
Die Wolfsschlucht ist ein knapp zwei Kilometer langes Tal, das von Südwesten nach Nordosten bergabwärts verläuft. Im Südwesten wird sie vom Sattel zwischen dem Schildenstein im Westen und dem Blaubergmassiv im Osten steil abgeschlossen. Die Flanken dieser Bergstöcke werden von der Felsweißach entwässert, die in der Wolfsschlucht nach Nordosten fließt und anschließend in die Hofbauernweißach mündet. Im mittleren und oberen (südwestlichen) Teil ist die Wolfsschlucht ein sich zum südwestlichen Ende hin verengendes Tal. Nur im unteren (nordöstlichen) Teil ist sie eine stark eingekerbte Schlucht im eigentlichen Sinne des Wortes. Am nordöstlichen Ausgang der eingekerbten Schlucht – südöstlich von Siebenhütten – mündet die Felsweißach in die Hofbauerweißach. Dort endet die Wolfsschlucht.
Der südliche Talschluss der Wolfsschlucht liegt auf ca. 1010 m, der nordöstliche Ausgang bei ca. 880 m.

## Erschließung
Durch die Wolfsschlucht läuft ein Wanderweg. Er führt von Wildbad Kreuth oder von einem Parkplatz 1 km westlich davon über Siebenhütten erst westlich an der Wolfsschlucht vorbei und dann in sie hinein bis zu ihrem oberen Ende. Ab dort windet er sich als anspruchsvoller Bergsteig, der unbedingt Schwindelfreiheit und Trittsicherheit erfordert, in steilen Kehren und mit kurzen seilgesicherten Abschnitten die Bergflanke hinauf zum Blaubergsattel. Von dort kann man nach Westen zum Schildenstein und der Königsalm und nach Osten in Richtung Blauberge und Halserspitze wandern.
Wegen seiner Nähe zum Wasser, der abwechslungsreichen Umgebung und der geringen Höhenunterschiede ist der Weg bis zum Fuß des Anstiegs für Kinder geeignet. Der Bergsteig zum Schildensteinsattel und die Königsalm ist nur für geübte Wanderer zu empfehlen, da er rutschige Passagen enthält. Trittsicherheit ist erforderlich, da der Steig durch Absturzgelände führt und bei Regen oder Schnee nicht zu empfehlen ist.

## Kleine Wolfsschlucht
Nahe dem südwestlichen Talschluss der Wolfsschlucht zweigt von ihr die Kleine Wolfsschlucht nach Südosten ab, die nach wenigen hundert Metern steil abgeschlossen ist. Sie ist über einen Stichweg begehbar.
An ihrem Abschluss findet man einen Wasserfall mit einer Fallhöhe von etwa 40 Metern.
Zur Unterscheidung von der Kleinen Wolfsschlucht wird das Haupttal manchmal auch Große Wolfsschlucht genannt.

## Naturschutz
Als Teil des Mangfallgebirges ist die Wolfsschlucht ein FFH-Gebiet.
Als Teil des Weißachtals ist die Wolfsschlucht auch Landschaftsschutzgebiet.

## Trivia
Einige Szenen des gleichnamigen Alpen-Kriminalromans von Andreas Föhr spielen in der Wolfsschlucht bei Kreuth.

## Abbildungen

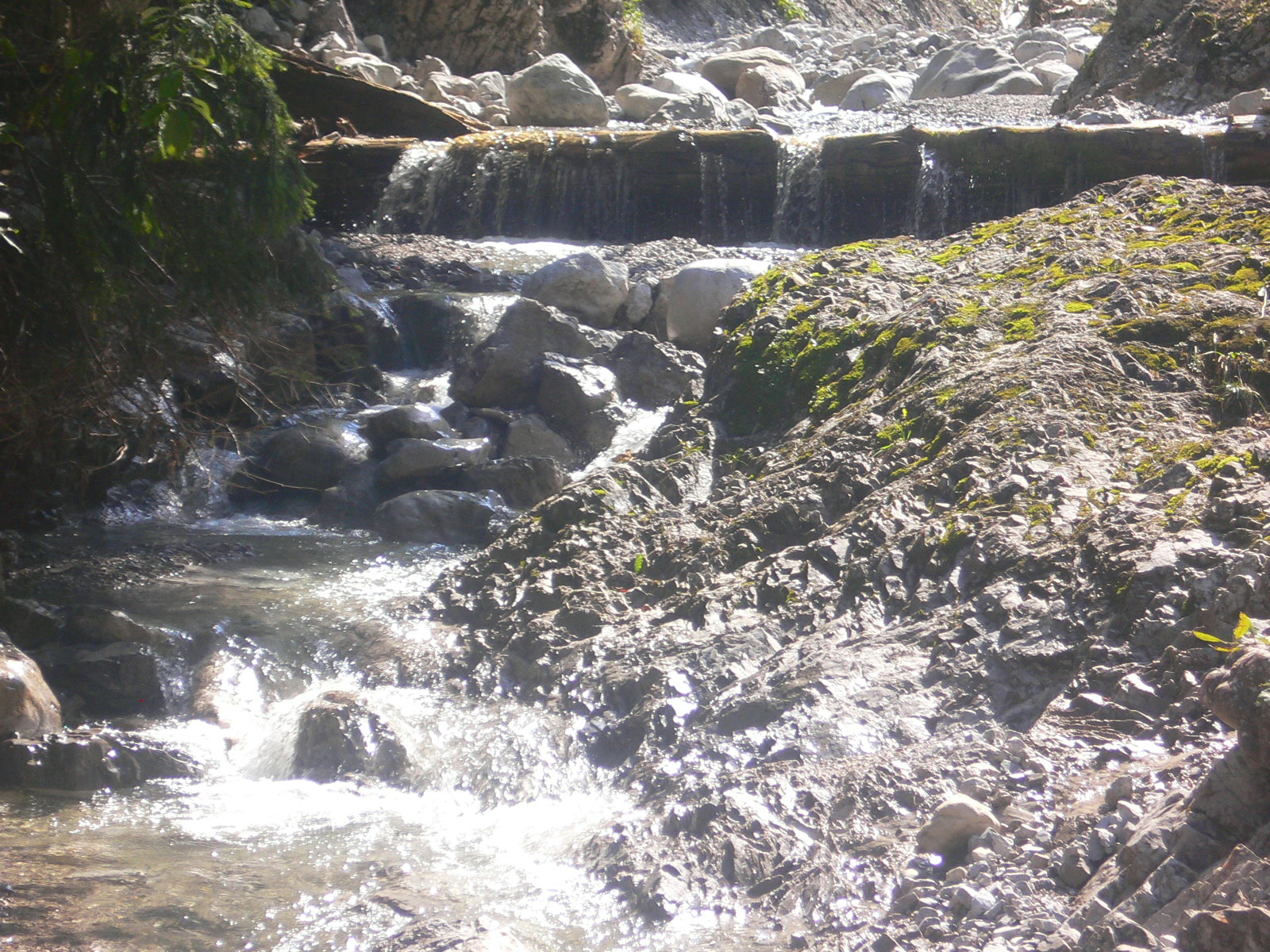
Felsweißach
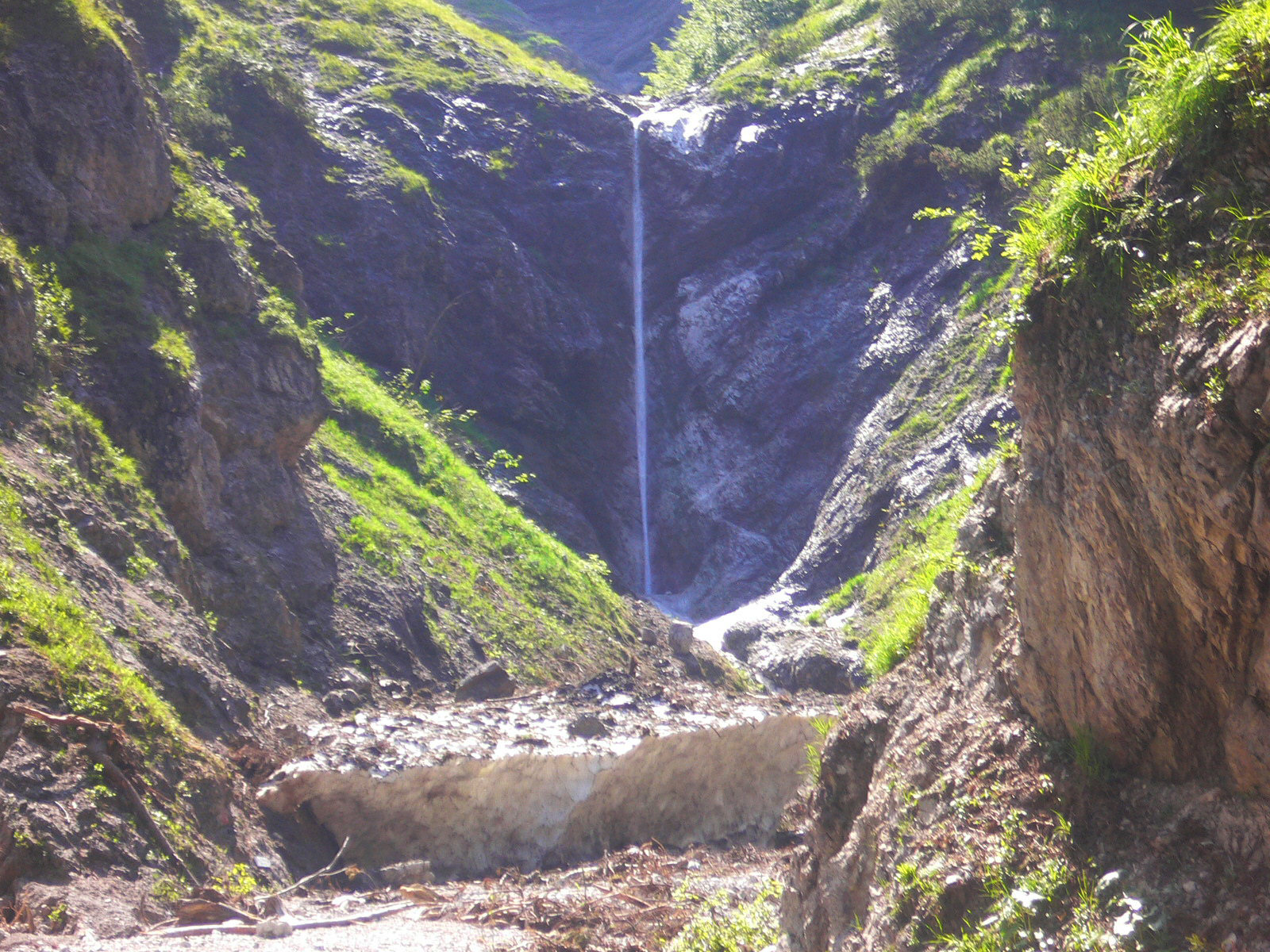
Wasserfall am Abschluss der Kleinen Wolfsschlucht mit Schneeresten im Hochsommer
Große Wolfsschlucht